# Aad Kamsteeg
Aad Kamsteeg (Vlaardingen, 5 januari 1940) is een Nederlandse journalist en opiniemaker.

## Levensloop
Kamsteeg werd geboren in Vlaardingen. Later verhuisde het gezin naar Eindhoven en Scheveningen. Zijn vader overleed toen Kamsteeg acht jaar oud was. Kamsteeg werd samen met zijn drie broers door zijn moeder opgevoed.
Kamsteeg groeide op binnen de Gereformeerde Kerken vrijgemaakt. Hij studeerde politicologie. In 1967 kwam hij als buitenlandcommentator te werken bij het Gereformeerd Gezinsblad, de voorganger van het Nederlands Dagblad. Daarvoor was hij twee jaar adjunct-secretaris geweest bij het Gereformeerd Politiek Verbond (GPV). In de loop van de tijd heeft hij verschillende bestuurlijke functies vervuld binnen deze partij. Zo was hij lid van de Collectieve Verbondsraad (het bestuur van de GPV) en voorzitter van Mandaat, de vereniging voor Gereformeerd Politiek Vormingswerk.
In de jaren 80 en 90 was Kamsteeg ook werkzaam als buitenlandcommentator bij EO-actualiteitenrubriek Tijdsein en tot eind 2013 schreef hij wekelijks voor de EO-pagina's van NOS-teletekst een buitenlandcommentaar. In 1997 was hij initiatiefnemer en hoofdredacteur van Christen Vandaag, een christelijk opinietijdschrift, dat in 1999 fuseerde met het al langer bestaande protestantse opinieblad Koers tot cv·koers. In januari 2005 vertrok Kamsteeg daar als hoofdredacteur. Kamsteeg doceerde van 1981 tot 2000 het vak Politiek Buitenland aan de Evangelische School voor Journalistiek.
Tijdens zijn reizen kwam Kamsteeg onder andere in aanraking met theologen als James Packer, Larry Crabb en Tim Keller, die hem naar eigen zeggen tot inspiratie hebben gediend. In China ontmoette hij onderdrukte christenen. Daardoor onderging de journalist een geloofsvernieuwing. Hij vond dat er binnen de Gereformeerde Kerken vrijgemaakt te weinig de nadruk lag op persoonlijke levensheiliging. Door artikelen die hij schreef en verschillende congressen die hij organiseerde, droeg Kamsteeg bij aan een vernieuwde interesse in Nederland voor het gedachtegoed van de puriteinen.